# ماری ترز شارلوت
ماری ترز شارلوت (به انگلیسی: Marie-Thérèse Charlotte) (۱۹ دسامبر ۱۷۷۸ – ۱۹ اکتبر ۱۸۵۱) بزرگ‌ترین فرزند لوئی شانزدهم، پادشاه فرانسه و ماری آنتوانت، همسر او بود. او با لوئی آنتوان، پسرعموی خود و پسر ارشد شارل فیلیپ که بعدها با عنوان شارل دهم به پادشاهی فرانسه رسید، ازدواج کرد.
پس از ازدواج عنوان دوشس آنگولم بر او نهاده شد. با به قدرت رسیدن عمو و پدرشوهرش، ماری نیز به همسر ولیعهد فرانسه بدل گشت. با استعفای شارل دهم از سلطنت، ماری به عنوان همسر پادشاه، ملکه نام گرفت اما صرفاً بیست دقیقه در این مقام باقی ماند، زیرا همسر او نیز همانند پدرش بلافاصله از مقام پادشاهی کناره‌گیری نمود.